# Hans Reski
Hans Reski (* 1944 oder 1945; † 9. November 2021 in Bergisch Gladbach) war ein deutscher Journalist und Buchautor.

## Werdegang
Reski absolvierte ab 1964 ein Volontariat bei der Neuen Rhein-Zeitung und wechselte 1966 zur Kölner Boulevardzeitung Express. Dort fing er als Nachtredakteur an und stieg später zum Sportchef der Sonntagsausgabe und ab 1974 zum Sportchef auf. Zudem verfasste er in den 1980er-Jahren Sachbücher u. a. über die Tennisspieler Boris Becker und Steffi Graf sowie über Bundesligavereine wie den 1. FC Köln und Bayer Leverkusen.
1990 wurde er Sportchef und stellvertretender Chefredakteur der Bild, ab 1993 bis 2000 arbeitete er dann als freier Journalist. Im Jahr 2000 kam Reski zum DSV Deutschen Sportverlag, wo er als Chefredakteur bis 2015 die Verantwortung für das Boxsport-Magazin trug. Von 2007 bis 2011 war er zusätzlich Chefredakteur der Galoppsportzeitung Sport-Welt.
Reski starb Anfang November 2021 in einem Hospiz in Bergisch Gladbach an Krebs.

## Veröffentlichungen
- Ulfert Schröder, Hans Reski: Boris – Idol für Millionen. Lübbe, Bergisch Gladbach 1986, ISBN 978-3-404-61098-3.
- Hans Reski: Toni Schumacher. Sein Weg zur Weltspitze. Lübbe, Bergisch Gladbach 1987, ISBN 978-3-404-61104-1.
- Hans Reski, Irmgard Stoffels Lübbe: Steffi Graf. Leben und Karriere des deutschen Tenniswunders. Lübbe, Bergisch Gladbach 1987, ISBN 3-404-61102-0.
- Hans Reski: Der 1. FC Köln. Die Diva vom Rhein. Kiepenheuer & Witsch, Köln 1988, ISBN 978-3-462-01752-6.
- Oskar Beck, Hans Reski: Der VfB Stuttgart – Schwabenstreiche. Kiepenheuer & Witsch, Köln 1989, ISBN 3-462-01976-7.
- Hans Reski, Harald Richter: Bayer Leverkusen. Die neue Fußballmacht am Rhein. Kiepenheuer & Witsch, Köln 1989, ISBN 978-3-462-01977-3.